# Adrian Skerrett
Adrian Paul Skerrett (* 1953 in Stoke-on-Trent, Staffordshire) ist ein britisch-seychellischer Geschäftsmann, Naturschützer, Ornithologe und Sachbuchautor.

## Leben
Ab 1971 studierte Skerrett Wirtschaftswissenschaften an der University of Liverpool, wo er 1974 den Bachelor of Arts erlangte. 1980 kam er mit seiner Frau Judith auf die Seychellen, wo er für zwei Jahre als Rechnungsprüfer beim Unternehmen Mahe Shipping tätig war. Von 1984 bis 1994 war er dort Geschäftsführer. Seit 1994 ist er Einwohner des Landes. Er widmete einen Großteil seines Lebens der Ornithologie und dem Vogelschutz auf den Seychellen. 1992 war Skerrett einer der Gründer des Seychelles Birds Records Committee. 1998 wurde er Vertreter der Seychellen im African Bird Club. Seit 2001 ist er Vorsitzender der Islands Conservation Society und Vertreter der Seychellen in der Royal Naval Bird Watching Society.
Skerrett ist Redaktionsausschussmitglied bei der Zeitschrift Silhouette, dem Bordmagazin der Fluggesellschaft Air Seychelles und ein regelmäßiger Beitragsschreiber bei der Tageszeitung Seychelles Nation. Er ist auch Geschäftsmann und Direktor von mehreren Unternehmen auf den Seychellen, die im Bereich Schifffahrt und Tourismus tätig sind.
Skerrett veröffentlichte mehrere Reiseführer und Bücher über die Avifauna, die Natur und die Geschichte der Seychellen, darunter Les merveilleux oiseaux des Seychelles (1988), The Beautiful Plants of Seychelles (1991), The Beauty of Seychelles (1991), Spektrum Guide to Seychelles (1991), A Birdwatchers’ Guide to Seychelles (1992, mit Ian Bullock), Journey through Seychelles (1994, deutsch: Reise durch die Seychellen, 1994), Beautiful Birds of Seychelles (1994), Aldabra: World Heritage Site (1995), Insight Pocket Guides – Seychelles (1998), Helm Field Guides: Birds of Seychelles (2001, mit Ian Bullock und Tony Disley, in den Vereinigten Staaten als Princeton Field Guides: Birds of the Seychelles veröffentlicht), Zwazo Sesel: The Names of Seychelles Birds and their Meanings (2003), A Checklist of the Birds of Seychelles (2007), Outer Islands of Seychelles (2010), Helm Field Guides: Birds of Madagascar and the Indian Ocean (2015, mit Frank Hawkins und Roger Safford), Complete Birds of Seychelles (2016), Aride Island Tread Lightly (2016) sowie Berlitz Pocket Guides: Seychelles (2017).
Im Jahr 2000 wirkte er als wissenschaftlicher Berater bei den Naturdokumentarserien Nova und Natural World mit.